# Muertos de susto
Muertos de susto es una película colombiana estrenada el 25 de diciembre de 2007. Relata la historia de dos desafortunados amigos y socios quienes, envueltos en un mal negocio y una mentira, armarán en 5 días un difícil rompecabezas.

## Argumento
Amparo (Endry Cardeño), una misteriosa mujer llega a una pequeña y pobre funeraria con el cadáver de una bella joven, Lucía, ofreciendo una fuerte suma en dólares para que el cuerpo sea cremado con urgencia y sin trámites legales.
Ancizar (Alerta) y Ovidio (Don Jediondo), dueños del sitio a pesar de tener enormes deudas deciden rechazar la tentadora oferta económica, sin embargo, cuando Amparo regresa, los funerarios descubren con asombro que el cadáver ha desaparecido y se ven obligados a entregarle a la mujer el cofre con las cenizas del fallecido padre de Ancizar; ella paga lo ofrecido, se las lleva y dan por terminado el negocio. Lo que no imaginaron es que este negocio será el peor que hayan hecho en sus vidas, pues Alberto Machuca (Herrera), esposo de Amparo descubre la trampa (debido a que Lucía era amante de este) y decide retener a la madre de Ovidio (Gutiérrez), dándole así 5 días para encontrar el cuerpo de Lucía. Así empieza una divertida carrera contrarreloj para encontrar el cuerpo, desvelar sus conexiones y rescatar a la madre de Ovidio.